# 長岡工業高等専門学校

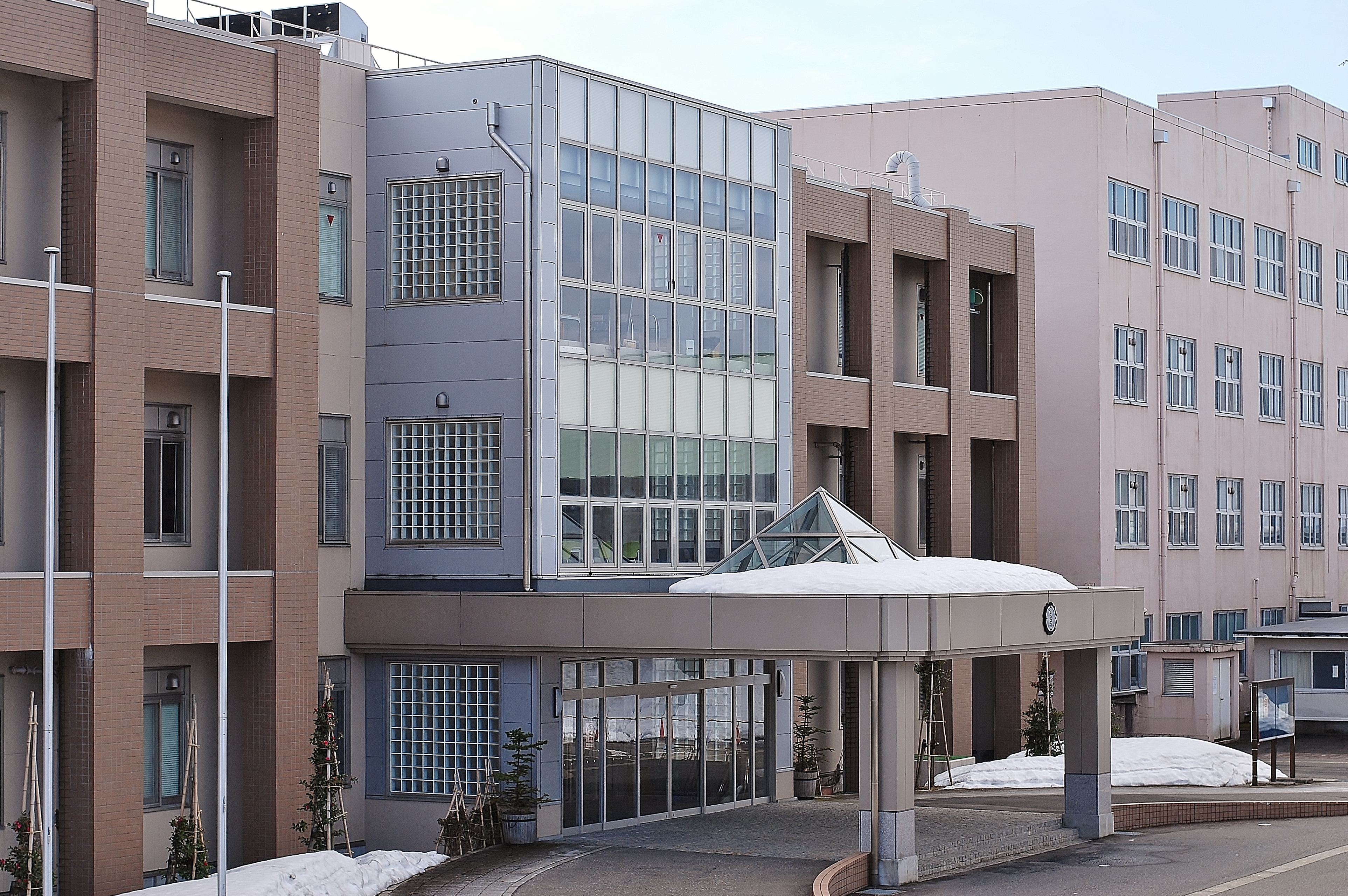
1号館

長岡工業高等専門学校（ながおかこうぎょうこうとうせんもんがっこう）は、新潟県長岡市にある国立の工業高等専門学校である。略称は長岡高専（ながおかこうせん）または高専、英略は「NITNC」。設置・運営者は、独立行政法人国立高等専門学校機構。
長岡市にかつて存在した旧制長岡工業専門学校（現：新潟大学工学部）の略称は「工専」（こうせん）で読みが同じであるが、本項で述べる高等専門学校とは制度的にも異なるものである。

## 概要
学校の前身は国立長岡工業短期大学で、高等専門学校制度が発足した1962年（昭和37年）に国立高等専門学校第1期校12校のひとつとして設置された。本科5学科・専攻科3専攻で構成し、本科は約1,000名、専攻科は約40名、合計1,000名以上が在学している。
学校は小高い丘の上にあり、学校までの坂道は学校関係者の間では「高専坂」と呼ばれる。また、すぐ近くには悠久山公園や長岡市営スキー場、東山ファミリーランド、長岡大学などがある。長岡高専が立地している長岡市西片貝町付近は、校歌の歌詞にあるように「高志台」と呼ばれているが、それは昭和の大合併で長岡市に編入されるまで、学校の所在地（長岡市西片貝町）が古志郡栖吉村だったことに因む。
学校指定の制服はなく私服による通学が可能である。大学へ進学する場合は、編入学制度を利用することによりセンター試験を受けずに国立大学3年次へ編入学することも可能である。
長岡高専から大学に進学する学生の大半は、長岡技術科学大学への編入学である。また、長岡高専専攻科への進学が多い。ほかには新潟大学、東京大学、京都大学、東北大学などへの進学実績がある。
英語表記については、長岡工業短期大学当時は「Nagaoka Technical College, NTC」であった。英略称については「NNCT」が用いられることが多いが、英略称がNNCTとなる高専が全国に複数存在するため、特に他高専との交流の際などは「NagaokaNCT」という略称を用いる場合もある。なお2015年度（平成27年度）より「National Institute of Technology, Nagaoka College (NITNC)」に変更されたが、ロゴマークについては変更前のNNCTをモチーフにしたものを使用している。

### 教育理念・目標
- 教育理念[3]

「人類の未来をきりひらく、感性ゆたかで実践力のある想像的技術者の育成」
- 教育目標[3]

1. 人類の福祉と地球環境に配慮できる人間性と倫理観をもった技術者の育成
2. すぐれたコミュニケーション能力と国際的視野をもち、多様な価値観を理解できる技術者の育成
3. 早期技術者教育の特長を生かし、科学と技術の基礎を身につけた、健全で創造性ゆたかな技術者の育成
4. 工学の専門知識とものづくりのスキルをかね備え、情報技術を駆使できる技術者の育成
5. 多面的思考力と計画力をもち、課題の解決と技術の開発を実行できる技術者の育成
6. 地域の産業と社会に連携し、時代の要請に応えられる実践力のある技術者の育成
7. 自発的学習能力を身につけ、継続的に自己啓発のできる技術者の育成

## 沿革
- 1961年
  - 4月1日 - 長岡工業短期大学として開校（機械工学科2学級、電気工学科、工業化学科）
  - 6月1日 - 第1回 長岡工業短期大学入学式（これに伴い、6月1日が開校記念日となる）
- 1962年
  - 4月1日 - 長岡工業高等専門学校を設置（機械工学科2学級、電気工学科、工業化学科）
  - 4月20日 - 第1回入学式
  - 11月8日 - 校舎1号館竣工
- 1963年
  - 3月25日 - 高志寮1号館竣工
  - 4月1日 - 校舎2号館、4号館竣工
- 1964年3月27日 - 高志寮2号館、3号館竣工
- 1965年3月21日 - 第1体育館竣工
- 1966年3月31日 - 長岡工業短期大学を廃止
- 1968年4月1日 - 土木工学科増設
- 1969年3月25日 - 校舎3号館、高志寮4号館竣工
- 1970年11月27日 - 図書館、課外活動センター竣工
- 1973年7月1日 - 野球場竣工
- 1973年12月27日 - 情報処理センター竣工
- 1977年3月15日 - 第2体育館竣工
- 1983年1月11日 - 校舎1号館中央棟竣工
- 1985年3月22日 - 福利施設棟竣工
- 1990年4月1日 - 機械工学科2学級のうち1学級を電子制御工学科に改組
- 1992年1月28日 - 清花寮竣工、高志寮4号館を増築
- 1993年3月31日 - 校舎の5号館が竣工
- 1994年4月1日 - 工業化学科を物質工学科に名称を変更
- 1995年4月1日 - 土木工学科を環境都市工学科に名称を変更
- 1996年3月4日 - 校舎5号館増築
- 2000年
  - 4月1日 - 専攻科設置
  - 12月3日 - ロボティクス部の「長岡猿軍団」がロボコン大賞を受賞
- 2002年7月31日 - 校舎6号館竣工
- 2003年3月20日 - 校舎4号館の改修工事が完了
- 2004年
  - 4月1日 - 独立行政法人国立高等専門学校機構に移行、電気工学科を電気電子システム工学科に名称を変更
  - 10月23日 - 新潟県中越地震により翌年2005年1月3日まで校舎での授業が停止
- 2006年
  - 4月3日 - 寄宿舎新3号館竣工
  - 6月21日 - 校舎新3号館・新福利厚生棟竣工
- 2007年7月16日 - 新潟県中越沖地震発生。校舎等に軽微な損傷はあったものの、翌日から通常通り授業が行われる。
- 2021年7月9日 - 校長の原田信弘が、ハラスメントにより独立行政法人国立高等専門学校機構の理事長から戒告処分を受けた[4]。

## 学科

### 本科（準学士課程）
本科は以下の5過程が設置されている。（括弧内は略称）
- 機械工学科 (M)
- 電気電子システム工学科 (EE)：旧 電気工学科 (E)
- 電子制御工学科 (EC)：平成2年度に機械工学科2学級のうち1学級を改組
- 物質工学科 (MB)：旧 工業化学科(C)
- 環境都市工学科 (Ci)：旧 土木工学科

各学科1学級（定員約40名）で編成されており、各科の専門教育並びに一般教育科の一般教育を受講する。物質工学科は4年次より「材料工学コース」及び「生物応用コース」に分かれる。5年制の一貫教育を経て、卒業者は「準学士」と称することができる。

### 専攻科（学士課程）
専攻科は、以下の3過程が設置されている。（略称はAc）
- 電子機械システム工学専攻：定員12人
- 物質工学専攻：定員4人
- 環境都市工学専攻：定員4人

2年間の専攻科を卒業すると、「学士（工学）」の学位が授与される。
以前は大学評価・学位授与機構の行う審査および試験を受ける必要があったが、現在は卒業と同時に本学から学位が授与されている。

## 施設・設備

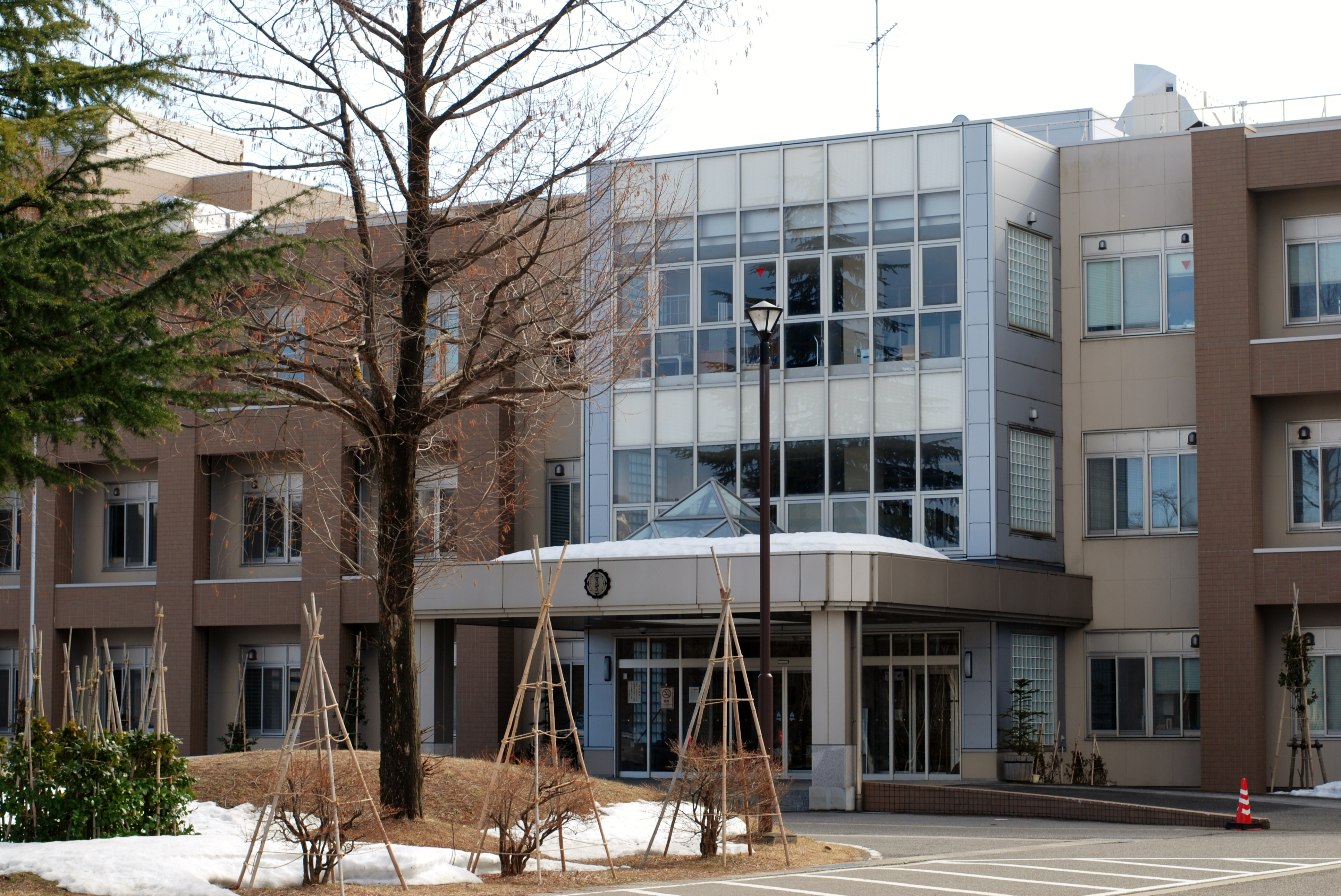
1号館

総敷地面積は121,810m2であり、そのうち野球場が17,124m2を占めている。かつては職員宿舎が敷地の隅に存在していたが、不安定な盛土の上に建てられており、また築40年近く経過していたため新潟県中越地震において損壊した後、再建は行われていない。
学校施設や学生寮にはほぼ全ての部屋がLANで繋がっており、インターネットを使用することができる。

### 教室、実習施設

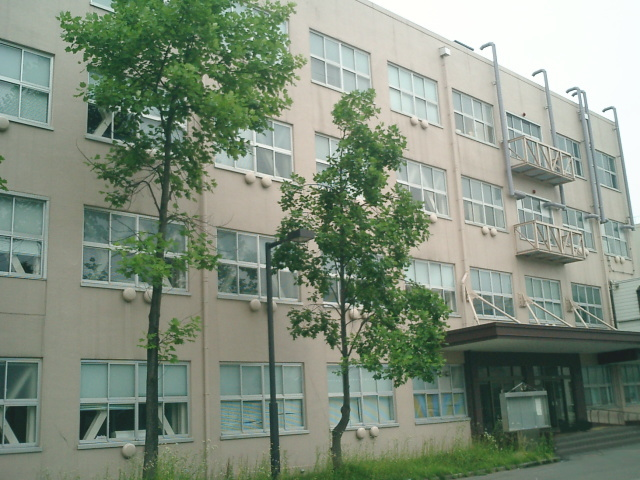
4号館

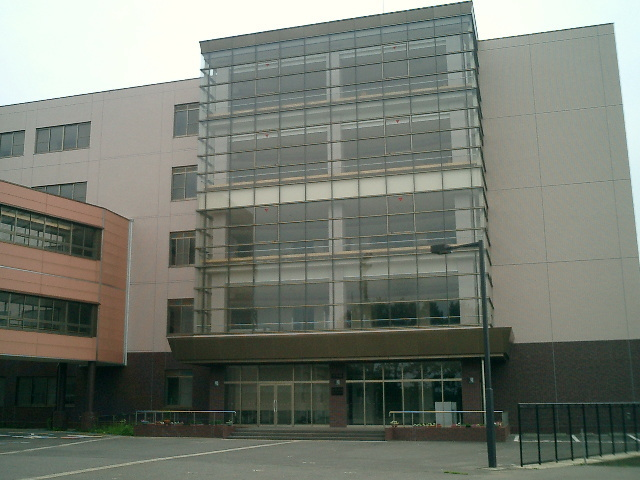
6号館

授業や卒業研究等で使われる施設は以下のものがあり、以下の建物間では1階～3階レベルの渡り廊下で接続されている。
- 1号館
- 1号館中央棟
- 2号館
- 3号館
- 4号館
- 5号館
- 6号館
- 機械工場 （3号館1階）
- 溶接工場 （同）
- 機械実験棟
- 雪氷低温研究施設

### 学生寮

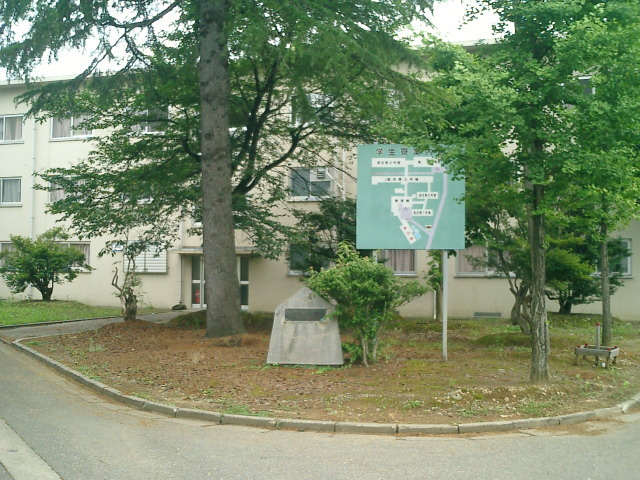
高志寮1号館

本校は学校敷地内に学生寮を備えており、男子学生寮を「高志寮」・女子学生寮を「清花寮」と称する。
高志寮は1号館・2号館・3号館・4号館（4号館西棟）・4号館増築（4号館東棟）で、清花寮は1棟のみで構成されている。
これら合計で300名以上（全校人数の約3分の1）が入居できる容量を備えている。
学生寮への入寮は希望制で、1・2年生の間は基本的に希望すれば入寮可能。
ただし、人数超過の場合は入寮できない。
高志寮と清花寮のどちらとも、1年生は「指導寮生」と呼ばれる2・3年生と同室で生活し、指導寮生は寮生活についての指導にあたる。

### 図書館
図書館は、本校の学生や職員は勿論、学外の一般の人も利用できる。図書館の2階には、和書・洋書を合わせて107,451冊（2007年5月現在）の蔵書があり、さらに雑誌が1,689冊（同）ある。図書館内は携帯電話の使用や飲食は禁止である。自由に利用できる図書検索用のパソコンが2台設置されている他、DVDやLDを鑑賞することのできる席が4席、読書や勉強用の席が70席設置されている。なお、地震後に改修工事を行ったため、改修工事前よりも広くなっている。
また図書館の1階には、学習室が3室、学習コーナーとブラウジングコーナー、情報検索室がある。情報検索室には、コンピューターが10台設置されている。

### 体育施設
敷地内には、以下の体育施設がある。
- 野球場
- グラウンド（300mトラック）
- 第一体育館
- 第二体育館
- テニスコート
- プール（25m）
- 柔道場
- 剣道場

### 売店・学生食堂
学生食堂は福利施設棟（洗心館）の1階に、売店はその手前にある。売店内には大光銀行のATM、コピー機が設置されていて、ジュース、パン、お菓子などが販売されている。洗心館の2階は、主に文化部の部室と学生会室となっている。

### 総合情報処理センター
情報処理センターには第1端末室、第2端末室、第3端末室の3つの端末室があり、合計で約100台のパソコンが導入されている。学校のサーバーもこの建物内の一室で管理されている。　サーバールームへの学生の立ち入りは不可。
また、全ての教員や学生に、長岡高専のドメインのメールアドレスが与えられ、在学中は自由に使用できる。

### 地域共同テクノセンター
地域共同テクノセンターは、地域に開かれた高等教育機関として2002年11月に校舎6号館の1階部分に設置された。2006年に3号館が新しくなってからは、3号館の2階へ移った。
このセンターは地域産業との共同研究などを積極的に推進することを目的とし、2003年度では企業会員が108社、個人会員が13人加入している。

## 部活動
部活動の参加は自由制であり、複数の部活に同時に兼部することも可能である。学生会の中に「部活動推進支援部」が置かれ、以下の部活動が活動している。（2016年度・現在の最新情報を反映していない関係上、廃止・新設された部活動が記載されていない可能性があるため注意されたい）
運動部
| - 陸上競技部 - 山岳部 - バスケットボール部 - バレーボール部 - テニス部 - ソフトテニス部 - 卓球部 | - サッカー部 - 柔道部 - 剣道部 - バドミントン部 - スキー部 - ハンドボール部 - 水泳部 | - ラグビー部 - 硬式野球部 - アーチェリー部 - ゴルフ部 - フットサル同好会 - 自転車同好会 - 軟式野球同好会 - 女子バレーボール愛好会 |

文化部
| - 吹奏楽部 - 美術部 - 写真部 - インターアクトクラブ - 電算機部 | - 文芸部 - 軽音楽部 - ロボティクス部 - 英語部 （ハイド） - 化学部 | - 書道部 - デザイン部 - 制御システム研究同好会 - 映画愛好会 |

### ロボティクス部
1997年に設立されたロボティクス部は、アイデア対決・全国高等専門学校ロボットコンテスト や、廃炉創造ロボコン、ロボカップジュニア など、さまざまなロボコンに参加して優秀な成績を収めている。
2017年には、各校から2チームずつ出場するアイデア対決・全国高等専門学校ロボットコンテストにおいて、史上初の 2チーム同時全国出場 を果たした。2017年 ロボカップにて、2017年に開催された国内外の大会6大会において全て優勝。2018年 カナダ・モントリオールで開催された「ロボカップ2018世界大会」にて、準優勝 を果たした。
2023年にはNHK総合「魔改造の夜」に出演。

## 行事

### 高専行事
- 高専体育大会
- ロボットコンテスト （ロボティクス部）
- プログラミングコンテスト （電算機部）

### 学校行事
文化祭が年間通して最大の行事である。特に3年に1度行われる高志祭は規模が最も大きく、過去にはDragon Ashやアンダーグラフ、さらに遡れば、当時の教授と同じ大学の卒業生だったEPOのライブも行われた。
- 見学旅行 （4年生）
- 遠足
- 学園祭 （未工祭、高志祭）
- 球技大会
- 体育祭（雨天時は球技大会に変更となる。）
- 工場見学（3年生）
- スキー合宿 （2年生）
- 合宿研修（1年生、専攻科1年生）
- 体験入学

### 寮行事
- 寮祭 （夏、冬）
- 寮内球技大会
- 避難訓練
- 草取り

年2回の寮祭が最も盛り上がり、露店（夏のみ）や演劇なども開催される。年度末には、学生から募集した文章などを掲載した冊子、「断層」が発行され、全寮生へ配布される。

## 入学・編入学
高専に入学するためには、高等学校と同様、中学校卒業または中学校卒業程度の資格が必要である。また、帰国子女の枠も用意されている。高専3年次からは海外から留学生を受け入れている。
高専4年次へ編入学する場合は、高等学校卒業または同程度の資格を必要とし、編入学試験を受ける必要がある。
専攻科に入学する場合は、推薦入試・一般入試を受ける必要がある。（2006年度より専攻科の入試は年1回のみとなった。）

## 新潟県中越地震による影響

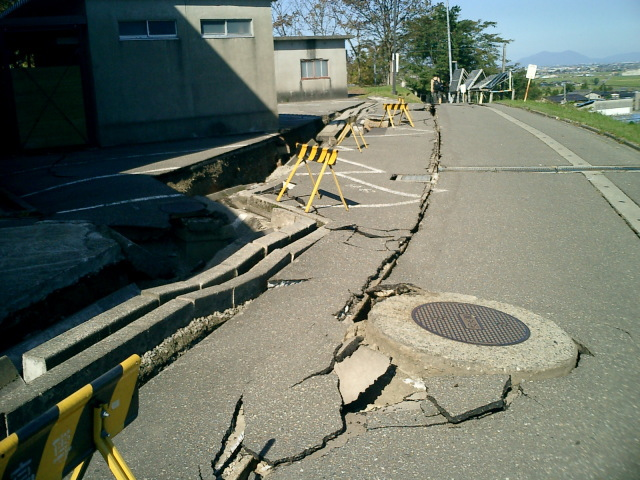
地震で崩落した寮への道路

2004年10月23日に旧北魚沼郡川口町が震源の新潟県中越地震により、校舎ならびに学生寮が甚大な被害を受け、休校となった。新潟県中越地震の旧長岡市の最大震度は公式のものとしては長岡市役所付近での「震度6弱」であったが、学内の非公式な震度計では震度7を観測した。そのおよそ1週間前の10月17日にロボティクス部は高専ロボコンの全国大会への出場権を得ていたが、地震のため校内での活動が不可能となった。しかし、被害が同校に比べ少なかった長岡技術科学大学の協力により、全国大会へ出場した。
また、地震発生直後から長岡高専のOBや他の高専などから多くの義援金や支援物資が送られた。

## 交通アクセス
所在地 : 新潟県長岡市西片貝町888番地

### 鉄道
最寄駅:JR長岡駅。長岡駅は、上越新幹線および信越本線の駅である。上越線を経由する列車にも乗車できる。

### バス
長岡高専へは、越後交通が運営しているバスを利用できる。長岡駅東口バスターミナルから乗車する。
- 1番線「成願寺」行き[9] に乗車、「高専前」で下車、徒歩数分。
- 2番線「悠久山」行き[9] に乗車、「片貝入口」で下車、徒歩約10分。

また、平日の朝には高専直通のバスも2本（冬季3本）運行される。

### 自家用車
- 国道17号（長岡東バイパス）の中沢ICを降りた後、栃尾方面へ約10分。
- 高速道路では関越自動車道の長岡ICや、北陸自動車道の中之島見附ICが最寄である。

### 空路
長岡市上空は飛行機の航路になっているが、長岡市に空港は存在しないため、最寄の空港は新潟市の新潟空港である。

## 著名な卒業生等
- 高山修一 - オリンパス社長
- 神林長平 - SF作家、日本SF作家クラブ会長（11代目）。代表作は『敵は海賊』シリーズ、『戦闘妖精・雪風』シリーズなど
- 廣田薫 - 工学博士（東京工業大学）、東京工業大学名誉教授、元日本ファジィ学会会長、元国際ファジィシステム学会副会長
- 石平博[10] - 工学博士（長岡技術科学大学）、山梨大学准教授（1990年卒）
- 渡辺裕子 - 元新潟放送アナウンサー
- ゆき乃 - 名妓連組合所属 舞妓（2009年3月 3年修了）